# مركز توثيق ومعلومات ثقافة مينانغكاباو
مركز توثيق ومعلومات ثقافة مينانغكاباو (بالإندونيسية: Pusat Dokumentasi dan Informasi Kebudayaan Minangkabau) هو متحف ومركز أبحاث لثقافة المينانغكابو. يقع في مدينة بادانغ بانجانغ، غرب سومطرة في إندونيسيا. مبنى المركز على شكل منزل مينانجكابو التقليدي (ويسمى روماه جادانغ)، مع حديقة كبيرة تنحدر حتى البوابة الرئيسية.

## التأسيس
بدأ المركز بمؤسسيه ستانيل عارفين وعبد الحميد، حيث بدأ وضع الحجر الأول في 8 أغسطس 1988 وتم إضفاء الطابع الرسمي عليه منذ 19 ديسمبر 1990.

## المجموعات
تشمل المجموعات الثقافية في غرب سومطرة التي يمكن رؤيتها في هذا المكان:
- صور فوتوغرافية لمختلف فساتين الزفاف الإقليمية.
- صور القادة التقليديين والآباء.
- صور لشخصيات محلية من أصل محلي.
- صور لأنواع مختلفة من البيوت التقليدية.
- صور لأشياء تاريخية من مملكة باجارويونج القديمة.
- كتب عن مينانغكاباو التي تم نشرها قبل عام 1942.
- النصوص القديمة من مينانغكاباو.
- مجموعة من قصاصات الصحف والميكروفيلم.
- أشرطة من قصص مينانغكاباو الكلاسيكية.
- نسخ طبق الأصل من الآلات الموسيقية التقليدية.